# 볼리바르역
볼리바르역(이탈리아어: Bolivar)은 밀라노 지하철 4호선의 역이다.
이탈리아 밀라노의 빈첸초 포파길 (Via Vincenzo Foppa)를 따라 시몬 볼리바르 광장(Piazza Simon Bolivar)과 조르조 워싱턴길(Via Giorgio Washington) 사이에 위치해 있다.
광장과 길 사이의 거리는 약 80m 정도로 역 동쪽 출구는 워싱턴길, 서쪽 출구는 볼리바르 광장 근처에 위치해 있다. 이 때문에 건설 당시에는 '워싱턴-볼리바르역' (Washington-Bolivar)라는 임시역명으로 불렸으나 지금의 이름으로 바뀌었다.

## 역사
2015년 2월 1일 역 부지가 시공을 맡은 컨소시엄에 넘어갔으며, 2015년 8월 31일 지상 도로를 차단하면서 본격적인 공사가 시작되었다.
개통 이전까지 사용되던 역명은 포파 (Foppa)였으나 2021년부터 '칼리포르니아' (California)로 변경되었다.
2024년 10월 12일 4호선 전구간 개통과 함께 개업하였다.

## 내부 시설
역내에는 다음과 같은 시설이 있다.
- 장애인 전용시설
- 엘리베이터
- 에스컬레이터
- 매표기
- CCTV
- 화장실